# 棘紅細胞 (真菌)
在真菌學中，棘紅細胞（Acanthocyte）指的是球蓋菇屬菌絲中所存在的星狀細胞。2006年的一項發表於《應用與環境微生物學》的研究顯示大球蓋菇的棘紅細胞可用來固定與殺死全齒復活線蟲